# Pellaea pinnata
Pellaea pinnata är en kantbräkenväxtart som först beskrevs av Georg Friedrich Kaulfuss, och fick sitt nu gällande namn av Karl Anton Eugen Prantl. Pellaea pinnata ingår i släktet Pellaea och familjen Pteridaceae. Inga underarter finns listade.